# Pucko

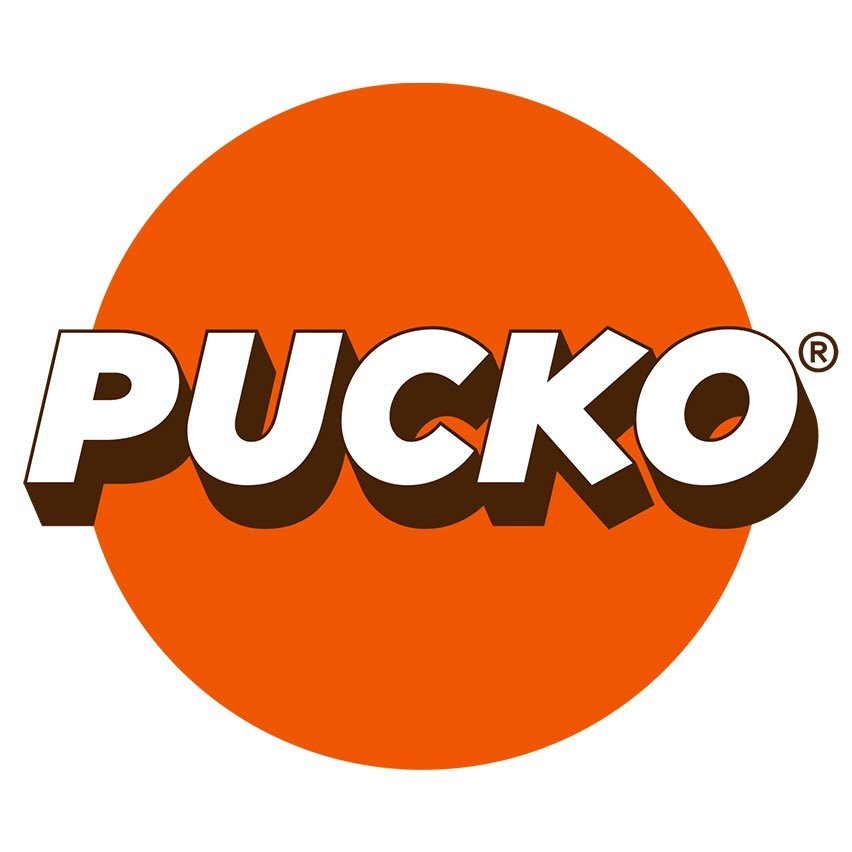
Puckos logotyp

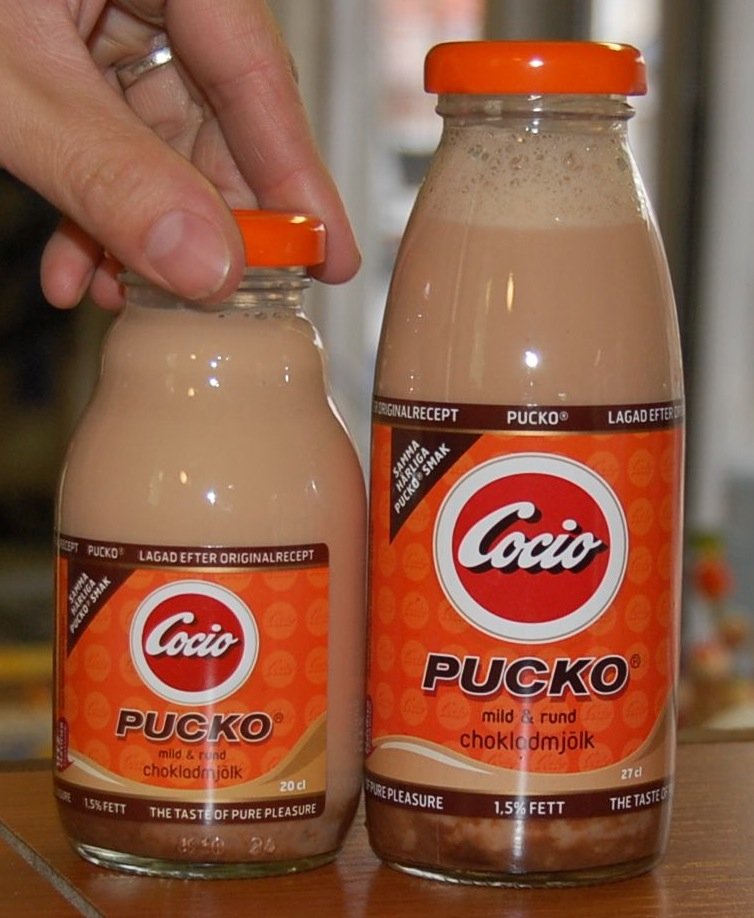
Två puckodrycker.

Pucko är en chokladdryck som tillverkas i Danmark av Cocio, sedan 2008 ett dotterbolag till Arla. Den lanserades 1954 av Mjölkcentralen, sedermera Arla.

## Historia
Pucko producerades på sterilgräddefabriken i Järlåsa fram till 1987. Semper i Laholm tog över tillverkningen efter att fabriken i Järlåsa lades ner. När Semper såldes 2003 valde Arla att behålla namnet Pucko och Semper såldes utan rättigheterna för drycken. Drycken fortsatte att produceras i Laholm. Sommaren 2005 flyttades tillverkningen av Pucko till Cocios fabrik i Esbjerg på Jylland i Danmark. Cocio är sedan 2008 ett helägt dotterbolag till Arla,  som sedan tidigare producerat flera sorters chokladdrycker.

### Namnet
Pucko fick sitt namn av glassen Choklad-Puck från GB, som då ägdes av Mjölkcentralen.

## Tillverkning och innehåll
Pucko görs av standardpastöriserad mjölk, som via en värmeväxlare pumpas in i processen. Mjölken får där en temperatur på 75° C, och blandas med socker, kakao och kolaarom. Det senare ger Pucko dess milda smak. Därefter går blandningen in i en homogenisator och autoklaveras senare. Blandningen kyls sedan till rumstemperatur och är därmed färdig.

### Ingredienser och varianter
Pucko finns i olika varianter i glasflaska och tetra. Originalet innehåller mjölk (fetthalt 1,5 %), socker 5 %, fettreducerad kakao 1 %, salt, surhetsreglerande medel (natriumkarbonat) och aromer. Varianten "Mörk" smakar mörk choklad och innehåller mjölk (fetthalt 1,6 %), socker 5 % och fettreducerad kakao 2,5 %.
Det har även producerats en pinnglass 2009 med namnet Pucko i ett samarbete mellan Arla och Hemglass.

## Andra betydelser
Pucko används också som ett skällsord ungefär i stil med "dum person" eller "idiot". Enligt Svensk ordbok kan uttrycket möjligen komma från chokladdrycken. Institutet för språk och folkminnen (ISOF) förtydligar att ursprunget till skällsordet är svårt att avgöra men att uttrycket "pucko" finns i tidningstext sedan slutet av 1980-talet, medan adjektivet "puckad" hittats redan i slutet av 1970-talet.